# Bartering
De manera genérica, sería trueque en español.
Acción de relaciones públicas liderada por una organización que puede realizarse de varias formas, ya sea produciendo una pieza no publicitaria que trasmitirá un medio sin que la organización que lo promueve tenga que pagar por su difusión, o facilitando productos que sirvan como reclamo para atraer al público en un contenido entre el contenido editorial y lo publicitario.
- Datos: Q2885920